# Arabsat-5C
Arabsat-5C ist ein kommerzieller Kommunikationssatellit der Arab Satellite Communications Organization der Arabischen Liga.

## Start
Er wurde am 21. September 2011 mit einer Ariane-5-Trägerrakete vom Raketenstartplatz Centre Spatial Guyanais in Kourou (zusammen mit SES-2) in eine geostationären Transferorbit gebracht. Der Start erfolgte dabei mit einem Tag Verzögerung, da zuvor Mitarbeiter der italienischen Firma TELESPAZIO in den Streik getreten waren.

## Technik
Der dreiachsenstabilisierte Satellit ist mit 26 aktiven C-Band- sowie 12 Ka-Breitbandtranspondern ausgerüstet und soll von der Position 20° Ost aus den mittleren Osten und Afrika mit Kommunikationsdiensten aller Art versorgen. Er wurde von den beiden Raumfahrtfirmen Astrium und Thales Alenia Space für eine Gemeinschaft aus diesen beiden Firmen und der ARABSAT auf der Basis des EUROSTAR-E3000 Satellitenbus gebaut und besitzt eine geplante Lebensdauer von 15 Jahren.